# Люстр, Надин
Надин Люстр (англ. Nadine Alexis Paguia Lustre) — филиппинская актриса, телеведущая и певица. Она стала известной за её роль Эи Родригес в экранизации «Дневник Дурнушки» и, как Джорджина Евангелиста в телевизионном римейке сериала «Bagets».

## Ранняя жизнь
Надин Алексис Пагья Люстр родилась 31 октября 1993 года в Кесон-Сити, Филиппины в семье инженера-механика Юлайсиса Люстр (Ulyses Lustre) и Мюракьюл Пагья-Люстр (Myraquel Paguia-Lustre). Надин является самым старшим ребёнком в семье. У актрисы есть два родных брата: Исаях (Isaiah) (второй по старшинству ребенок в семье после Надин) и Изекьюел (Ezequiel); и младшая сестра Наоми (Naomi).
Надин училась в школе Diliman (Diliman Preparatory School), а после поступила на факультет «Виды и искусства коммуникации» в колледж De San Lorenzo (Colegio de San Lorenzo) в Кесон-Сити, но она бросила учёбу в колледже и занялась карьерой в качестве актрисы.
Родители поддерживают и одобряют выбор Надин, и считают, что то, что Надин бросила учёбу в колледже не является плохим решением, а наоборот хорошим, потому что благодаря нынешней карьере Надин исполняет все свои мечты.

## Карьера
Надин Люстр начала свою карьеру, когда ей было ещё 9 лет, как телеведущая детского шоу Storyland на Radio Philippines Network. Потом она стала одним из участников молодежной программы Bagets TV5, став талантом Viva Entertainment. Надин Люстр впервые появилась на экранах в фильме «Petrang Kabayo» с Вайс Ганда в главной роли. Так же она участвовала во многих шоу, включая SOP (Sobrang Okey, Pare!).
После ухода из группы «Pop Girls», Надин приняла предложение Viva Entertainment сняться в дебютном клипе Джеймса Рида на песню «Alam Niya Ba». После дебютного клипа Джеймс Рид решил выпустить свой полноценный дебютный альбом, на что компания была настроена положительно, но было условие, что Viva поможет выпустить альбом, если Джеймс согласится на съёмки в новом фильме «Дневник дурнушки». Когда Viva Films получил права на съёмку фильма «Дневник дурнушки» (Diary ng Panget). Сам автор этого бестселлера подбирал актрису на роль главной героини Эйи, и ей оказалась Надин Люстр. Она снялась вместе с Джеймсом Ридом, Ясси Прессман и Андре Парасом. Фильм был выпущен на экраны 2 апреля 2014 года и стал кассовым хитом, который заработал около 120 миллионов песо за 4-недельный прокат. После этого фильма карьера Надин стремительно начала расти вверх.
26 августа 2014 года Надин Люстр с её партнером по фильмам Джеймсом Ридом подписала двухлетний эксклюзивный контракт с ABS-CBN, как loveteam.
16 февраля 2016 года этот контракт закончился, и в тот же день JaDine продлили его ещё на 2 года.
Pop Girls Надин, в возрасте 15 лет присоединилась к женской группе Pop Girls, которая была запущена Viva Entertainment, в качестве вокалистки. За время существования группы был выпущен один полноценный альбом и несколько клипов, из которых наиболее популярными стали клипы на песни «Crazy, Crazy» и «Sige, Sige Sayaw». Спустя 2 года, Надин покинула группу и начала сольную музыкальную карьеру.
Надин поднялась к славе в начале 2014 года, когда она снялась в фильме Дневник Дурнушки, и создала такие хит-синглы, как: No Erase, Paligoy-ligoy, Bahala Na, Para-paraan и Hanap-hanap. В 2015 году песня Me and You её одноименного альбома, получила премию Titanium Award на мероприятии SBS PopAsia.
Надин Люстр и Кин Киприано интерпретировали песню Sa Ibang Mundo написанную Марком Вильяром для PhilPop 2015 года. Они выиграли «Приз зрительских симпатий», и их песня заняла второе место в финале PhilPop, состоявшейся 25 июля 2015 года в Meralco театре.

## Личная жизнь
С 11 февраля 2016 состояли в отношениях до 2020 года с партнером по фильмам Джеймсом Ридом.

## Избранная фильмография
| Год  |   | Русское название | Оригинальное название | Роль                       |
| ---- | - | ---------------- | --------------------- | -------------------------- |
| 2010 | ф |                  | Petrang kabayo        | Дина                       |
| 2011 | ф |                  | Who's That Girl?      | Мэриэн, секретарь Элизабет |
| 2014 | с |                  | Wansapanataym         | Аника                      |
| 2015 | ф |                  | Beauty and the Bestie | Эби Виллавиценсио          |